# Guennadi Kovaliov
Pour les articles homonymes, voir Kovaliov.
Guennadi Ivanovitch Kovaliov (en russe : Геннадий Иванович Ковалёв), né le 10 octobre 1945 dans l'oblast de Tchita et mort le 30 décembre 2024, est un biathlète international soviétique. 

## Biographie
Kovaliov s'illustre aux Championnats du monde de biathlon 1973 en remportant la médaille d'argent de l'individuel, derrière son compatriote Alexandre Tikhonov, et le titre mondial du relais, en compagnie de Tikhonov, Safin et Kolmakov.
Il est aussi sacré champion d'URSS en 1972 et en 1975.
Après sa carrière de biathlète, il a notamment dirigé une école de biathlon pour les jeunes dans sa région natale. Il est mort le 30 décembre 2024 à l’âge de 79 ans.

## Palmarès

### Championnats du monde
- Mondiaux 1973 à Lake Placid :
  -  Médaille d'or en relais.
  -  Médaille d'argent à l'individuel.